# نور کاذب
در حقوق نور کاذب (انگلیسی: False light) یک شبه‌جرم است که شبیه شبه‌جرم تهمت است. در مقابل نامورسازی(publicity) که شخص را در معرض نور کاذب پیش عموم قرار می‌دهد قوانین حریم خصوصی در ایالات متحده آمریکا حفاظت از حقوق فردی که چهره عمومی نیست را به رسمیت شناخته‌است. این حق در مقابل حق آزادی بیان در متمم اول قانون اساسی ایالات متحده آمریکا تعدیل می‌شود.
نور کاذب اصولاً تفاوتش با تهمت در این است که هدفش حفاظت از سلامتی هیجانی یا ذهنی خواهان (حقوق) است اما در تهمت آبروی خواهان محافظت می‌شود در اینجا بیشتر اثر اقدام مهم است تا صحت تلاش‌ها. اگر یک چاپخانه اطلاعاتش غلط باشد آنگاه ممکن است شبه‌خلاف تهمت رخ داده باشد. اما اگر اطلاعات اعلامی از لحاظ فنی غلط نباشد اما هنوز فریبنده باشد آنگاه ممکن است نور کاذب اتفاق افتاده باشد.